# Ornithobdella edentula
Ornithobdella edentula är en ringmaskart som först beskrevs av Benham 1909.  Ornithobdella edentula ingår i släktet Ornithobdella och familjen käkiglar. Inga underarter finns listade i Catalogue of Life.